# Люто (озеро)
Люто — озеро в Боровичском районе Новгородской области России, находится в 21 км к северу от Боровичей, в правобережье среднего течения реки Мста к северу от озера Пелено. Принадлежит бассейну Мсты. Находится на территории государственного природного заказника регионального значения «Карстовые озера».
Находится на высоте 168,4 метра над уровнем моря. Форма озера вытянутая с юго-запада на северо-восток. Длина — около 5,7 км, ширина в южной части достигает 950 м. Несколько островов в северо-восточной части. Площадь озера — 3,7 км², площадь водосборного бассейна — 169 км².
На северо-востоке вытекает река Хадрица, впадающая в озеро Шерегодра. На востоке впадает река Пеленовка, текущая из озера Пелено. Ещё один приток — река Омитица, впадающая в Люто на западе. Берега низкие, часто заболоченные, поросшие лесом. Ближайший населённый пункт — деревня Большое Обречье, расположенная недалеко от устья Хадрицы.
Код водного объекта в государственном водном реестре — 01040200211102000021726.